# Beathoavenz
Die Beathoavenz sind ein Musikproduzenten-Duo aus Berlin, das sich aus den DJs Smolface (Zafer Kurus) und Perez / Perry (Tomas Vojnović-Schmidt) zusammensetzt.

## Leben und Karriere
Die Beathoavenz produzieren seit 1998. Ihre ersten Produktionen wurden von Gruppen wie KMC oder Harleckinz verwendet. 2002 produzierten sie drei Songs für 4Lyn. Seit 2003 besitzen sie ein eigenes Musikstudio in Berlin-Wedding und zogen im Jahr 2008 nach Berlin-Kreuzberg um. Im Jahr 2003 erschien auch das Album Maske von Sido. Dabei erreichte vor allem der Remix zum Song Mein Block große Bekanntheit. Es folgten Produktionen für die Rapper Bushido, Fler und Harris, aber auch für Popmusiker wie Bintia. Auch die Künstler Dina Rae, Ying Yang Twins aus den USA und die polnischen Rapper WWO nutzten bereits Beats der beiden Berliner DJs. Seit 2009 haben die Beathoavenz eine eigene Radio-Show bei dem Berliner Radiosender Kiss FM. Mittwochs von 22 bis 0 Uhr spielen sie ausschließlich Hip Hop und urbane Musik.
Beathoavenz setzen sich für das Lesen- und Schreibenlernen im Rahmen der Kampagne „iCHANCE“ ein, die vom Bundesverband Alphabetisierung und Grundbildung durchgeführt wird.
Im Jahr 2011 nahmen die Beathoavenz als Produzenten bei der Musikshow Cover My Song auf VOX teil. Den Soundtrack für die 2016 erschienene Filmkomödie Wir sind die Rosinskis verfassten Beathoavenz zusammen mit der Sängerin Jasmin Shakeri.

## Eigene Veröffentlichungen
2006 veröffentlichten die Beathoavenz über das Berliner Independent-Label Aggro Berlin ihr erstes Mixtape mit Namen Der neue Standard. Auf der Veröffentlichung sind lediglich Rapper aus Berlin vertreten. Neben Sido, Fler und Harris sind auch Frauenarzt, MC Bogy, Mr. Long, Alpa Gun, B-Tight, Megaloh und Bass Sultan Hengzt zu hören.

## Filmografie
- 2016: Wir sind die Rosinskis
- 2016: Tödliche Geheimnisse
- 2019: Vermisst in Berlin[3]
- 2020: Altes Land
- 2020: Tödliches Erbe - Chemiewaffen in Deutschland[4]
- 2021: Tatort: Neugeboren

## Diskografie

### Mixtape
| Cover | Titel             | Jahr | Kommentar |
| ----- | ----------------- | ---- | --------- |
|       | Der Neue Standard | 2006 | indiziert |

### Produktionen
- 2003: Mein Block (Remix), WeihnachtsSong und Oh Shit auf Aggro Ansage Nr. 3 (Sampler) von Aggro Berlin
- 2003: Sind wir nicht alle ein bisschen Jiggy?, Mastah Beath Altah, Königlicher Groove, H-Town for life, Schöne Menschen, Tanz und Im Club auf Dirty Harry von Harris
- 2004: Mein Block (Beathoavenz Remix) und Berlin, Berlin auf Mein Block (Single) von Sido
- 2004: AggroberlinA, Oh Shit Remix und Alles oder nichts auf Aggroberlina (Single) von Fler
- 2004: Glas hoch und 3 Leben auf Maske von Sido
- 2004: Kopf hoch und Gemein wie 100 auf Electro Ghetto von Bushido
- 2004: Wetten, dass… auf Aggro Ansage Nr. 4 (Sampler) von Aggro Berlin
- 2005: F.L.E.R., Bitte Bitte und Mentalität auf Neue Deutsche Welle von Fler
- 2005: T-Shirt und Jeans (Beathoavenz Remix) auf "T-Shirt und Jeans" von Frauenarzt
- 2005: Es geht ab yo, Mein Schatz, Peter Frade, Sommer in meinem Block, Dreckssau und Kling wie du auf Dein Lieblings Album von Deine Lieblings Rapper
- 2005: Ihr seid auf Tempeltainment Presents Schlagfaust Nr. 1 von Chefkoch
- 2005: Hier bin ich, Sei wie du bist auf Aus der Platte auf die Platte von Joe Rilla
- 2005: Hummer und Kaviar auf Steh wieder auf (Single) von Deine Lieblings Rapper
- 2005: Identität auf Aggro Ansage Nr. 5 (Sampler) von Aggro Berlin
- 2005: Zicken (Remix) auf Zicken - Ihr seid so leise von Sedoussa
- 2005: Non Plus Ultra (Remix) auf Non Plus Ultra (Single) von Valezka
- 2005: Isyankar auf Isyankar (Single) von Mustafa Sandal
- 2005: Sei wie du bist auf Heiße Ware von B-Tight & Tony D
- 2006: Champion auf Aggro Ansage Nr. 2X (Sampler) von Aggro Berlin
- 2006: Breakdance auf Trendsetter von Fler
- 2006: Goldkettentrend 2 auf Berliner Schnauze von Bass Sultan Hengzt
- 2006: Berliner Schnauze Remix auf Berliner Schnauze Single von Bass Sultan Hengzt
- 2006:  Interessiert mich nicht (Beathoavenz Cut) auf Interessiert mich nicht von L.I.S.I. feat. She-Raw
- 2006: Scheiß drauf Remix auf Bad Boys 2 von MOK
- 2006: Ich hasse dich und Jeden Tag Wochenende auf Ich von Sido
- 2006: Für immer und Dich (Beathoavenz Remix) auf Für immer und Dich (Maxi-CD) von Jan Delay
- 2006: Habibi (Je T'aime) (Beathoavenz Single Mix) auf Habibi (Je T'aime) (Maxi-CD) von Milk & Honey
- 2007: Willkommen in Abschaumcity auf Willkommen in Abschaumcity von MC Bogy
- 2007: Zack! Zack! auf Neger Neger von B-Tight
- 2007: Wir sind echt und Jeden Tag hoff' ich auf Geladen und entsichert von Alpa Gun
- 2007: Ghettolied (Remix) auf Blut gegen Blut Re-Release von Massiv
- 2007: Wir sind Baaack… auf G.B.Z Oholika 3 von Spezializtz
- 2007: Hundeshit (Remix) und Insomnia auf Juice CD - Vol. 78 (Juice Exclusive!)
- 2007: Hamma! (Beathoavenz Remix) auf Hamma! von Culcha Candela
- 2007: Hot Summer (Beathoavenz Club Mix) auf Hot Summer von Monrose
- 2007: In deinen Straßen auf R’nBesk – In deinen Straßen von Muhabbet
- 2007: Strictly Physical (Beathoavenz Cut) auf Strictly Physical von Monrose
- 2007: Unantastbar auf Das Album von Problemkind
- 2007: Wenn wir mit Harry roll'n und Mobilepimp auf HARRYge Angelegenheit von Harris
- 2007: Deutschland Deutschland und Nur für dich auf Zu schön um wahr zu sein von Italo Reno
- 2007: Haunted (Beathoavenz Remix) auf Haunted von Room2012
- 2007: Louder (Beathoavenz Remix) auf Louder von Boundzound
- 2008: Naughty but Nice (Beathoavenz Cut) auf Naughty but Nice von Room 2012
- 2008: Chica (Beathoavenz Cut) auf Chica von Culcha Candela
- 2008: Like U Do (Beathoavenz Cut) auf Like U Do EP von Zascha Moktan
- 2008: Für alle meine Jungs auf Atzenkeepers von MC Bogy
- 2008: Pimp auf Juice Vol. 88 von Jasmin Shakeri
- 2008: Why not Us (Beathoavenz Remix) auf Why not Us von Monrose
- 2009: Lok auf 2 Beinen (Beathoavenz Remix) auf Schwarz zu blau von Peter Fox
- 2009: Come marry me (Beathoavenz Remix) auf She moved In von Miss Platnum
- 2009: Spank that Ass (Single) auf Spank that Ass von Jasmin Shakeri
- 2009: Hulahup, 100 Takte auf Spank that Ass von Jasmin Shakeri
- 2009: Who’s that Girl (Single) auf Who’s that Girl von Jasmin Shakeri
- 2009: Happy Horses (Beathoavenz Remix) auf Happy Horses von Global Rhythm Factory
- 2010: Bitch (Beathoavenz Remix) auf Bitch von Frogg
- 2010: Ina Meena Dika (Beathoavenz Remix) auf Ina meena dika (It’s happening) von Timid Tiger
- 2010: The fifth Element (feat. Beathoavenz) auf Legends of Hip Hop von Hip Hop Allstars
- 2010: Deep sleep (Beathoavenz Remix) auf Cracks von Nabiha
- 2010: 3 Words (Beathoavenz Remix) auf 3 Words von Cheryl (feat. Will.I.am)
- 2012: Diverse auf Ehrensache von Alpa Gun
- 2012: Drei auf Uppercut von Ercandize
- 2012: Lied vom Leben auf Gespaltene Persönlichkeit von Xavas (Kool Savas & Xavier Naidoo)
- 2013: Lila Wolken (Beathoavenz Remix) auf Lila Wolken von Marteria, Yasha & Miss Platnum
- 2015: Es war einmal auf Retro von B-Tight